# Силюетурку
Силюетурку, Силюе-Турку (нган. Силиә турку) — озеро на полуострове Таймыр в Таймырском Долгано-Ненецком районе Красноярского края России, входит в состав Таймырского заповедника. Зеркало озера расположено на высоте 113 метров над уровнем моря.

## Географическое положение
Расположено на границе Северо-Сибирской низменности и гор Бырранга, примерно в 280 километрах северо-северо-восточнее села Хатанга, к юго-западу от озера Русанова.

## Топонимика
Название озера Силюетурку происходит, предположительно, от нганасанского с’йлиа° — «длинный» и турку — «озеро».

## Географические характеристики
Озеро имеет неправильную продолговатую форму, вытянуто с юга на север. Площадь зеркала озера составляет 42,8 км². Северный плёс отделён от южного сужением. Площадь водосбора составляет 149 км², местность представлена ледниковой увалисто-холмистой равниной с повсеместным распространением многолетней мерзлоты, вблизи озера наблюдаются термокарстовые явления. В 2-х км к западу от озера имеется холм высотой 175 метров, в 600 метрах на восток от противоположного берега — холм высотой 183 метра, а в 5,7 километрах южнее, также к востоку от озера — холм высотой 201 метр, остальные холмы вблизи озера имеют высоту 147—157 метров. Берега достаточно крутые, в северной части более пологие, местами немного заболочены. В более узкой северной части озера, в районе впадения реки Восьмое Марта и ещё трёх мелких ручьёв, с севера и северо-запада к берегу примыкает обширная отмель. Отмель поменьше имеется также в юго-западной части водоёма. Растительность по берегам тундровая, представлена прежде всего мхами.

### Притоки и сток
В озеро впадают река Восьмое Марта и 5 мелких ручьёв, а также несколько сезонных пересыхающих водотоков. Устье реки Восьмое Марта и трёх ручьёв находится в северо-западной части озера, наиболее южный из ручьёв вытекает из очень мелкого, заполненного наносами озера, остальные два — из маленьких озерков. С северо-востока в озеро впадает ручей, несущий свои воды через систему из двух небольших озёр, называемых Близкие. Ещё один ручей, начинающийся в небольшом озерке, впадает в Силюетурку с юго-востока. Озеро сточное, с юго-восточной стороны из него вытекает река Силюетурку-Яму.

## Данные водного реестра
По данным государственного водного реестра России озеро относится к Енисейскому бассейновому округу, водохозяйственный участок — Нижняя Таймыра (вкл. оз. Таймыр) и другие реки бассейна Карского от западной границы бассейна р. Каменная до мыса Прончищева (1). Речной бассейн — Нижняя Таймыра.
Код объекта в государственном водном реестре — 17030000111116100022706.

## Экология
По восточному берегу озера проходит граница охранной зоны «Бикада» государственного природного биосферного заповедника «Таймырский», но само озеро в её состав не входит.